# Brantridge Park
Brantridge Park, é um dos menores palácios Reais da Inglaterra. Fica situado em Balcombe, no condado de West Sussex, em plena Brantridge Forest (Floresta de Brantridge). 
O palácio original foi construído em 1750, e o actual edifício em 1853. Foi durante muitos anos a sede de Alexander Cambridge, 1º Conde de Athlone (1874-1957), e da sua esposa, a Princesa Alice of Albany (1883-1981), a última neta sobrevivente da Rainha Vitória. Serviu, também, como refúgio para muitos membros da realeza, como a Princesa Beatriz do Reino Unido, filha mais nova da Rainha Vitória, a qual viveu em Brantridge Park de 1919 até à sua morte, em 1944, a Rainha Ena de Espanha e Sibila de Saxe-Coburgo-Gota, Duquesa da Bótnia Ocidental e mãe do actual Rei da Suécia. 
Actualmente, o palácio foi convertido em elegantes apartamentos, vendidos em regime de timeshare, no interior dum parque de 90 acres.